# Alex Callinicos
Alexander Theodore Callinicos (Salisbury, Southern Rhodesia /jelenleg Zimbabwe/, 1950. július 24. – ) zimbabwei–brit politikai teoretikus és aktivista. Akadémikus, a King’s College London európai tanulmányok professzora. A trockizmus követőjeként a brit Szocialista Munkáspárt (Socialist Workers Party – SWP) központi bizottságának tagja és nemzetközi titkára. Az International Socialism – az SWP elméleti újságja – szerkesztője, és „[…] valószínűleg a legtermékenyebb jelenkori marxista író, széles körű filozófiai, társadalmi és politikai életművel.”

## Élete
Callinicos anyai ágon a 19. századi történész, lord Acton leszármazottja. Görög édesapja a második világháború alatt részt vett az ellenállási mozgalomban, édesanyja Ædgyth Bertha Milburg Mary Antonia Frances Lyon-Dalberg-Acton, 2. lord Acton lánya volt. Tanulmányait az egykori Salisburyben (jelenleg Harare), a St George's College-ban folytatta.
Callinicos először egyetemistaként, az oxfordi Balliol College-ban került kapcsolatba a forradalmi politikával, ahol megismerkedett Christopher Hitchens-szel. Első írása az International Socialism (IS) számára készült, s a korszak egyetemi mozgalmát elemezte. 1977-ben feleségül vette Joanna Seddont, oxfordi doktorandusz hallgatótársát. Doktori fokozatát Oxfordban szerezte. Korai írásaiban Dél-Afrikára, s a francia strukturalista marxista filozófus, Louis Althusser munkáira fókuszált.
Callinicos 2000 szeptemberében részt vett az IMF/Világbank ellencsúcson Prágában, majd 2001 júniusában a G8 elleni tüntetésen Genovában, továbbá az Európai Szociális Fórum szervezésében. Külső munkatársa volt a Dictionnaire Marx Contemporain (Kortárs Marx Szótár) (2001) című kiadványnak, és rendszeres publicistája a New Left Review-nak.
A York-i Egyetem (University of York) politikatudományi professzora volt, mielőtt 2005 szeptemberében kinevezték a londoni King's College London európai tanulmányok tanszékének professzorává. 2010 januárjában felváltotta a néhai Chris Harman-t az International Socialism szerkesztői pozíciójában és ugyanakkor az Actuel Marx brit levelezőjeként. Callinicos az 1970-es évek végén lett az SWP Központi Bizottságának tagja, melyet napjainkig megtartott.
2013 januárjában cikket írt a leninizmus és a demokratikus centralizmus védelmében, mivel komoly, a szervezeti működést is érintő válság alakult ki az SWP-ben, melyet a párt egyik vezetője ellen felmerült szexuális zaklatás vádja indított el. Callinicos nem értett egyet azokkal, akik a létező, demokratikus centralista rendszer megváltoztatásának szükségessége mellett érveltek.
Callinicos prominens pozíciót foglalt el egy az SWP-t megosztó, másik vitában is: a bizalmas pártügyek és belső nézeteltérések internetes kiszivárogtatása ügyében. Neheztelt az „internet sötét oldalára”, amelyen bizonyos egyének „blogok és szociális média segítségével kampányolnak az SWP-n belül”. Callinicos röviddel a párt 2013 januári, éves konferenciája után csupán úgy utalt a szexuális erőszakra, mint „nehéz fegyelmi ügyre”, melyet a szocialista feminista publicista, Laurie Penny élesen bírált a The Guardianben.

## Művei
- 1976: Althusser's Marxism, London, Pluto Press. ISBN 0904383024
- 1977: Southern Africa after Soweto, (John Rogers társszerzővel) London, Pluto Press. ISBN 0904383423
- 1981: Southern Africa after Zimbabwe, London, Pluto Press. ISBN 0861043367
- 1982: Is there a future for Marxism?, London, Macmillan. ISBN 0333284771
- 1983: Marxism and Philosophy Oxford Paperbacks, Oxford, Clarendon. ISBN 0198761260
- 1983: The revolutionary ideas of Karl Marx London, Bookmarks. ISBN 0906224098
- 1985: South Africa: the Road to Revolution, Toronto, International Socialists. ISBN 0905998553
- 1985: The Great Strike – the miners’ strike of 1984–1985 and its lessons, London,  Socialist Worker. ISBN 0905998502
- 1986: The Revolutionary Road to Socialism, London, Socialist Workers Party. ISBN 0905998537
- 1987: The Changing Working Class: Essays on Class Structure Today ( Chris Harman társszerzővel), London, Bookmarks. ISBN 0906224403
- 1988: South Africa Between Reform and Revolution, London, Bookmarks. ISBN 0906224462
- 1988: Making History: Agency, Structure, and Change in Social Theory, Ithaca, N.Y.: Cornell University Press. ISBN 0801421217
- 1989: Marxist Theory (szerk.), Oxford, Oxford University Press. ISBN 0198272944
- 1990: Trotskyism, Minneapolis: University of Minnesota Press. ISBN 0816619042
- 1991: The Revenge of History: Marxism and the East European Revolutions ISBN 0271007672
- 1991: Against Postmodernism: a Marxist critique, Cambridge, Polity Press. ISBN 0312042248
- 1992: Between Apartheid and Capitalism: conversations with South African socialists (editor) (London: Bookmarks). ISBN 0906224683
- 1994: Marxism and the New Imperialism, London ; Chicago, Ill., Bookmarks. ISBN 0906224810
- 1995: Theories and Narratives, Cambridge, Polity Press. ISBN 0745612016
- 1995: Race and Class, London, Bookmark Publications. ISBN 0906224837
- 1995: Socialists in the trade unions, London, Bookmarks. ISBN 1898876010
- 1999: Social Theory: Historical Introduction, New York, New York University Press. ISBN 0814715931
- 2000: Equality (Themes for the 21st Century), Cambridge, Polity Press. ISBN 0745623247
- 2002: Against the Third Way, Cambridge, Polity Press. ISBN 0745626742
- 2003: An anti-Capitalist manifesto, Cambridge, Polity Press. ISBN 0745629032
- 2003: New Mandarins of American Power: the Bush administration’s plans for the world, Cambridge, Polity Press. ISBN 0745632742
- 2006: The Resources of Critique, Cambridge, Polity. ISBN 0745631606
- 2009: Imperialism and Global Political Economy, Cambridge, Polity. ISBN 0745640451
- 2010: Bonfire of Illusions: The Twin Crises of the Liberal World, Polity. ISBN 0745648762
- 2012: The Revolutionary Ideas of Karl Marx, Haymarket. ISBN 9781608461387

## Fordítás
- Ez a szócikk részben vagy egészben a Alex Callinicos című angol Wikipédia-szócikk ezen változatának fordításán alapul.  Az eredeti cikk szerkesztőit annak laptörténete sorolja fel. Ez a jelzés csupán a megfogalmazás eredetét és a szerzői jogokat jelzi, nem szolgál a cikkben szereplő információk forrásmegjelöléseként.